# Looping Louie
Looping Louie er et børnespil for op til fire spillere  med et roterende fly, som vælter spillernes høns ned. Spillerne kan med en vippearm forsøge at slå flyet væk, og målet er at være den sidste spiller, der har en høne tilbage.

## Spilmekanik
Spillet består af et plastfly som er fæstet til en bom som kan bevæges op og ned. Selve flyet kan også rotere. En motor fører bommen og flyet rundt i cirkel. Hver spiller har lille vippearm, som bruges til at slå flyet op i luften, og bag vippearmen står tre hønebrikker som falder ned, hvis flyet rammer dem.

## Priser og udmærkelser
- Spiel des Jahres, børnespil, 1994
- Vandt Kinderspielexperten, Kategori I (5-9 år gamle), 2006

## Eksterne links
- Amerikansk TV-reklame for spillet
- Looping Louie på Boardgamegeek.com (engelsk)
- Looping Louie på Spillskrinet Arkiveret 3. januar 2010 hos  Wayback Machine